# Liste der Gemeinden im Département Var

Lage des Départements Var

Das Département Var liegt in der Region Provence-Alpes-Côte d’Azur in Frankreich. Es untergliedert sich in drei Arrondissements mit 153 Gemeinden (frz. communes) (Stand 1. Januar 2017).
| Code INSEE | PLZ               | Gemeinde                      | Einwohner (Stand 1. Januar 2022) | Fläche in km² | Einwohner je km² | Kanton seit 30. März 2015 Kanton bis zum 29. März 2015                                                               | Arrondissement seit 2017 Arrondissement bis 2016 | Gemeindeverband                        |
| ---------- | ----------------- | ----------------------------- | -------------------------------- | ------------- | ---------------- | --- | ------------------------------------------------ | -------------------------------------- |
| 83002      | 83630             | Aiguines                      | 272                              | 114,33        | 2                | Flayosc Aups | Brignoles                                        | Lacs et Gorges du Verdon               |
| 83003      | 83111             | Ampus                         | 894                              | 82,77         | 11               | Flayosc Draguignan                                                                                                   | Draguignan                                       | Dracénie Provence Verdon Agglomération |
| 83005      | 83630             | Artignosc-sur-Verdon          | 278                              | 18,53         | 15               | Flayosc Tavernes | Brignoles                                        | Lacs et Gorges du Verdon               |
| 83006      | 83560             | Artigues                      | 286                              | 31,85         | 9                | Saint-Maximin-la-Sainte-Baume Rians                                                                                  | Brignoles                                        | Provence Verdon                        |
| 83007      | 83630             | Aups                          | 2254                             | 64,15         | 35               | Flayosc Aups | Brignoles                                        | Lacs et Gorges du Verdon               |
| 83008      | 83600             | Bagnols-en-Forêt              | 3049                             | 42,90         | 71               | Roquebrune-sur-Argens Fréjus                                                                                         | Draguignan                                       | Pays de Fayence                        |
| 83009      | 83150             | Bandol                        | 8263                             | 8,59          | 962              | Ollioules | Toulon                                           | Sud Sainte Baume                       |
| 83010      | 83840             | Bargème                       | 214                              | 27,95         | 8                | Flayosc Comps-sur-Artuby                                                                                             | Draguignan                                       | Dracénie Provence Verdon Agglomération |
| 83011      | 83830             | Bargemon                      | 1434                             | 35,14         | 41               | Flayosc Callas | Draguignan                                       | Dracénie Provence Verdon Agglomération |
| 83012      | 83670             | Barjols                       | 2995                             | 30,06         | 100              | Saint-Maximin-la-Sainte-Baume Barjols                                                                                | Brignoles                                        | Provence Verdon                        |
| 83014      | 83630             | Baudinard-sur-Verdon          | 237                              | 21,97         | 11               | Flayosc Aups | Brignoles                                        | Lacs et Gorges du Verdon               |
| 83015      | 83630             | Bauduen                       | 318                              | 47,45         | 7                | Flayosc Aups | Brignoles                                        | Lacs et Gorges du Verdon               |
| 83017      | 83210             | Belgentier                    | 2387                             | 13,38         | 178              | Solliès-Pont | Toulon                                           | Vallée du Gapeau                       |
| 83018      | 83890             | Besse-sur-Issole              | 3123                             | 37,19         | 84               | Le Luc Besse-sur-Issole                                                                                              | Brignoles                                        | Cœur du Var                            |
| 83019      | 83230             | Bormes-les-Mimosas            | 8361                             | 97,32         | 86               | La Crau Collobrières                                                                                                 | Toulon                                           | Méditerranée Porte des Maures          |
| 83021      | 83149             | Bras                          | 2617                             | 34,93         | 75               | Saint-Maximin-la-Sainte-Baume Barjols                                                                                | Brignoles                                        | Provence Verte                         |
| 83022      | 83840             | Brenon                        | 21                               | 5,59          | 4                | Flayosc Comps-sur-Artuby                                                                                             | Draguignan                                       | Lacs et Gorges du Verdon               |
| 83023      | 83170             | Brignoles                     | 17.846                           | 70,53         | 253              | Brignoles | Brignoles                                        | Provence Verte                         |
| 83025      | 83119             | Brue-Auriac                   | 1456                             | 36,73         | 40               | Saint-Maximin-la-Sainte-Baume Barjols                                                                                | Brignoles                                        | Provence Verdon                        |
| 83026      | 83340             | Cabasse                       | 1985                             | 45,49         | 44               | Le Luc Besse-sur-Issole                                                                                              | Brignoles                                        | Cœur du Var                            |
| 83028      | 83830             | Callas                        | 2069                             | 49,26         | 42               | Flayosc Callas | Draguignan                                       | Dracénie Provence Verdon Agglomération |
| 83029      | 83440             | Callian                       | 3794                             | 25,42         | 149              | Roquebrune-sur-Argens Fayence                                                                                        | Draguignan                                       | Pays de Fayence                        |
| 83030      | 83170             | Camps-la-Source               | 1920                             | 22,47         | 85               | Garéoult Brignoles                                                                                                   | Brignoles                                        | Provence Verte                         |
| 83032      | 83570             | Carcès                        | 3407                             | 35,76         | 95               | Brignoles Cotignac                                                                                                   | Brignoles                                        | Provence Verte                         |
| 83033      | 83660             | Carnoules                     | 4120                             | 25,49         | 162              | Garéoult Cuers | Brignoles Toulon                                 | Cœur du Var                            |
| 83034      | 83320             | Carqueiranne                  | 9412                             | 14,48         | 650              | La Garde La Crau | Toulon                                           | Toulon-Provence-Méditerranée           |
| 83036      | 83240             | Cavalaire-sur-Mer             | 7895                             | 16,74         | 472              | Sainte-Maxime Saint-Tropez                                                                                           | Draguignan                                       | Golfe de Saint-Tropez                  |
| 83038      | 83300             | Châteaudouble                 | 476                              | 40,91         | 12               | Flayosc Callas | Draguignan                                       | Dracénie Provence Verdon Agglomération |
| 83039      | 83670             | Châteauvert                   | 144                              | 27,52         | 5                | Saint-Maximin-la-Sainte-Baume Barjols                                                                                | Brignoles                                        | Provence Verte                         |
| 83040      | 83840             | Châteauvieux                  | 73                               | 14,97         | 5                | Flayosc Comps-sur-Artuby                                                                                             | Draguignan                                       | Lacs et Gorges du Verdon               |
| 83041      | 83830             | Claviers                      | 720                              | 15,90         | 45               | Flayosc Callas | Draguignan                                       | Dracénie Provence Verdon Agglomération |
| 83042      | 83310             | Cogolin                       | 12.076                           | 27,93         | 432              | Sainte-Maxime Grimaud                                                                                                | Draguignan                                       | Golfe de Saint-Tropez                  |
| 83043      | 83610             | Collobrières                  | 1813                             | 112,68        | 16               | Le Luc Collobrières                                                                                                  | Toulon                                           | Méditerranée Porte des Maures          |
| 83044      | 83840             | Comps-sur-Artuby              | 346                              | 63,49         | 5                | Flayosc Comps-sur-Artuby                                                                                             | Draguignan                                       | Dracénie Provence Verdon Agglomération |
| 83045      | 83570             | Correns                       | 891                              | 37,06         | 24               | Brignoles Cotignac                                                                                                   | Brignoles                                        | Provence Verte                         |
| 83046      | 83570             | Cotignac                      | 2166                             | 44,26         | 49               | Brignoles Cotignac                                                                                                   | Brignoles                                        | Provence Verte                         |
| 83049      | 83390             | Cuers                         | 12.841                           | 50,53         | 254              | Solliès-Pont Cuers                                                                                                   | Toulon                                           | Méditerranée Porte des Maures          |
| 83050      | 83300             | Draguignan                    | 40.789                           | 53,75         | 759              | Draguignan | Draguignan                                       | Dracénie Provence Verdon Agglomération |
| 83051      | 83570             | Entrecasteaux                 | 1132                             | 32,11         | 35               | Brignoles Cotignac                                                                                                   | Brignoles                                        | Provence Verte                         |
| 83052      | 83560             | Esparron                      | 370                              | 30,04         | 12               | Saint-Maximin-la-Sainte-Baume Barjols                                                                                | Brignoles                                        | Provence Verdon                        |
| 83053      | 83330             | Évenos                        | 2406                             | 41,95         | 57               | Ollioules | Toulon                                           | Sud Sainte Baume                       |
| 83055      | 83440             | Fayence                       | 6024                             | 27,68         | 218              | Roquebrune-sur-Argens Fayence                                                                                        | Draguignan                                       | Pays de Fayence                        |
| 83056      | 83830             | Figanières                    | 2683                             | 28,17         | 95               | Flayosc Callas | Draguignan                                       | Dracénie Provence Verdon Agglomération |
| 83057      | 83340             | Flassans-sur-Issole           | 3661                             | 43,68         | 84               | Le Luc Besse-sur-Issole                                                                                              | Brignoles                                        | Cœur du Var                            |
| 83058      | 83780             | Flayosc                       | 4514                             | 45,95         | 98               | Flayosc Draguignan                                                                                                   | Draguignan                                       | Dracénie Provence Verdon Agglomération |
| 83059      | 83136             | Forcalqueiret                 | 3353                             | 10,33         | 325              | Garéoult La Roquebrussanne                                                                                           | Brignoles                                        | Provence Verte                         |
| 83060      | 83670             | Fox-Amphoux                   | 501                              | 40,76         | 12               | Flayosc Tavernes | Brignoles                                        | Provence Verdon                        |
| 83061      | 83370 83600       | Fréjus                        | 58.499                           | 102,27        | 572              | Fréjus Saint-Raphaël Fréjus                                                                                          | Draguignan                                       | Estérel Côte d’Azur Agglomération      |
| 83064      | 83136             | Garéoult                      | 5579                             | 15,75         | 354              | Garéoult La Roquebrussanne                                                                                           | Brignoles                                        | Provence Verte                         |
| 83065      | 83580             | Gassin                        | 2674                             | 24,74         | 108              | Sainte-Maxime Saint-Tropez                                                                                           | Draguignan                                       | Golfe de Saint-Tropez                  |
| 83066      | 83560             | Ginasservis                   | 2036                             | 37,47         | 54               | Saint-Maximin-la-Sainte-Baume Rians                                                                                  | Brignoles                                        | Provence Verdon                        |
| 83067      | 83590             | Gonfaron                      | 4349                             | 40,42         | 108              | Le Luc Besse-sur-Issole                                                                                              | Brignoles                                        | Cœur du Var                            |
| 83068      | 83310             | Grimaud                       | 4557                             | 44,58         | 102              | Sainte-Maxime Grimaud                                                                                                | Draguignan                                       | Golfe de Saint-Tropez                  |
| 83069      | 83400             | Hyères                        | 55.384                           | 132,38        | 418              | La Crau Hyères La Crau Hyères-Est Hyères-Ouest                                                                       | Toulon                                           | Toulon-Provence-Méditerranée           |
| 83013      | 83840             | La Bastide                    | 215                              | 11,76         | 18               | Flayosc Comps-sur-Artuby                                                                                             | Draguignan                                       | Dracénie Provence Verdon Agglomération |
| 83027      | 83740             | La Cadière-d’Azur             | 5657                             | 37,42         | 151              | Saint-Cyr-sur-Mer Le Beausset                                                                                        | Toulon                                           | Sud Sainte Baume                       |
| 83037      | 83170             | La Celle                      | 1647                             | 21,00         | 78               | Brignoles | Brignoles                                        | Provence Verte                         |
| 83047      | 83260             | La Crau                       | 19.416                           | 37,87         | 513              | La Crau | Toulon                                           | Toulon-Provence-Méditerranée           |
| 83048      | 83420             | La Croix-Valmer               | 3832                             | 22,28         | 172              | Sainte-Maxime Saint-Tropez                                                                                           | Draguignan                                       | Golfe de Saint-Tropez                  |
| 83054      | 83210             | La Farlède                    | 9745                             | 8,31          | 1173             | Solliès-Pont | Toulon                                           | Vallée du Gapeau                       |
| 83062      | 83130             | La Garde                      | 26.316                           | 15,54         | 1693             | La Garde | Toulon                                           | Toulon-Provence-Méditerranée           |
| 83063      | 83680             | La Garde-Freinet              | 1848                             | 76,64         | 24               | Le Luc Grimaud | Draguignan                                       | Golfe de Saint-Tropez                  |
| 83071      | 83250             | La Londe-les-Maures           | 11.010                           | 79,29         | 139              | La Crau | Toulon                                           | Méditerranée Porte des Maures          |
| 83074      | 83840             | La Martre                     | 221                              | 20,37         | 11               | Flayosc Comps-sur-Artuby                                                                                             | Draguignan                                       | Lacs et Gorges du Verdon               |
| 83079      | 83310             | La Môle                       | 1502                             | 45,28         | 33               | Sainte-Maxime Saint-Tropez                                                                                           | Draguignan                                       | Golfe de Saint-Tropez                  |
| 83085      | 83920             | La Motte                      | 3050                             | 28,12         | 108              | Flayosc Draguignan                                                                                                   | Draguignan                                       | Dracénie Provence Verdon Agglomération |
| 83108      | 83136             | La Roquebrussanne             | 2199                             | 37,05         | 59               | Garéoult La Roquebrussanne                                                                                           | Brignoles                                        | Provence Verte                         |
| 83109      | 83840             | La Roque-Esclapon             | 253                              | 26,98         | 9                | Flayosc Comps-sur-Artuby                                                                                             | Draguignan                                       | Dracénie Provence Verdon Agglomération |
| 83126      | 83500             | La Seyne-sur-Mer              | 62.905                           | 22,17         | 2837             | La Seyne-sur-Mer-1 La Seyne-sur-Mer-2 La Seyne-sur-Mer Saint-Mandrier-sur-Mer                                        | Toulon                                           | Toulon-Provence-Méditerranée           |
| 83144      | 83160             | La Valette-du-Var             | 23.660                           | 15,50         | 1526             | Toulon-3 La Valette-du-Var                                                                                           | Toulon                                           | Toulon-Provence-Méditerranée           |
| 83146      | 83560             | La Verdière                   | 1674                             | 68,16         | 25               | Saint-Maximin-la-Sainte-Baume Rians                                                                                  | Brignoles                                        | Provence Verdon                        |
| 83016      | 83330             | Le Beausset                   | 10.098                           | 35,95         | 281              | Saint-Cyr-sur-Mer Le Beausset                                                                                        | Toulon                                           | Sud Sainte Baume                       |
| 83020      | 83840             | Le Bourguet                   | 47                               | 25,39         | 2                | Flayosc Comps-sur-Artuby                                                                                             | Draguignan                                       | Lacs et Gorges du Verdon               |
| 83031      | 83340             | Le Cannet-des-Maures          | 4866                             | 73,64         | 66               | Le Luc | Brignoles Draguignan                             | Cœur du Var                            |
| 83035      | 83330             | Le Castellet                  | 5992                             | 44,77         | 134              | Saint-Cyr-sur-Mer Le Beausset                                                                                        | Toulon                                           | Sud Sainte Baume                       |
| 83070      | 83980             | Le Lavandou                   | 6431                             | 29,65         | 217              | La Crau Collobrières                                                                                                 | Toulon                                           | Méditerranée Porte des Maures          |
| 83073      | 83340             | Le Luc                        | 11.124                           | 44,16         | 252              | Le Luc | Brignoles Draguignan                             | Cœur du Var                            |
| 83086      | 83490             | Le Muy                        | 9882                             | 66,58         | 148              | Vidauban Le Muy | Draguignan                                       | Dracénie Provence Verdon Agglomération |
| 83094      | 83120             | Le Plan-de-la-Tour            | 3068                             | 36,80         | 83               | Sainte-Maxime Grimaud                                                                                                | Draguignan                                       | Golfe de Saint-Tropez                  |
| 83098      | 83220             | Le Pradet                     | 10.582                           | 9,97          | 1061             | La Garde | Toulon                                           | Toulon-Provence-Méditerranée           |
| 83103      | 83200             | Le Revest-les-Eaux            | 4046                             | 24,07         | 168              | Toulon-3 La Valette-du-Var                                                                                           | Toulon                                           | Toulon-Provence-Méditerranée           |
| 83136      | 83340             | Le Thoronet                   | 2636                             | 37,53         | 70               | Le Luc Lorgues | Brignoles Draguignan                             | Cœur du Var                            |
| 83143      | 83143             | Le Val                        | 4257                             | 39,34         | 108              | Brignoles | Brignoles                                        | Provence Verte                         |
| 83001      | 83600             | Les Adrets-de-l’Estérel       | 2780                             | 22,26         | 125              | Saint-Raphaël Fréjus                                                                                                 | Draguignan                                       | Estérel Côte d’Azur Agglomération      |
| 83004      | 83460             | Les Arcs                      | 7844                             | 54,26         | 145              | Vidauban Lorgues | Draguignan                                       | Dracénie Provence Verdon Agglomération |
| 83075      | 83340             | Les Mayons                    | 625                              | 28,86         | 22               | Le Luc | Brignoles Draguignan                             | Cœur du Var                            |
| 83122      | 83630             | Les Salles-sur-Verdon         | 235                              | 4,97          | 47               | Flayosc Aups | Brignoles                                        | Lacs et Gorges du Verdon               |
| 83072      | 83510             | Lorgues                       | 9803                             | 64,37         | 152              | Vidauban Lorgues | Draguignan                                       | Dracénie Provence Verdon Agglomération |
| 83076      | 83136             | Mazaugues                     | 894                              | 53,79         | 17               | Garéoult La Roquebrussanne                                                                                           | Brignoles                                        | Provence Verte                         |
| 83077      | 83136             | Méounes-lès-Montrieux         | 2260                             | 40,92         | 55               | Garéoult La Roquebrussanne                                                                                           | Brignoles                                        | Provence Verte                         |
| 83078      | 83630             | Moissac-Bellevue              | 309                              | 20,59         | 15               | Flayosc Tavernes | Brignoles                                        | Lacs et Gorges du Verdon               |
| 83080      | 83440             | Mons                          | 873                              | 76,63         | 11               | Roquebrune-sur-Argens Fayence                                                                                        | Draguignan                                       | Pays de Fayence                        |
| 83081      | 83440             | Montauroux                    | 6787                             | 33,54         | 202              | Roquebrune-sur-Argens Fayence                                                                                        | Draguignan                                       | Pays de Fayence                        |
| 83082      | 83131             | Montferrat                    | 1720                             | 34,01         | 51               | Flayosc Callas | Draguignan                                       | Dracénie Provence Verdon Agglomération |
| 83083      | 83570             | Montfort-sur-Argens           | 1464                             | 11,92         | 123              | Brignoles Cotignac                                                                                                   | Brignoles                                        | Provence Verte                         |
| 83084      | 83670             | Montmeyan                     | 595                              | 39,43         | 15               | Flayosc Tavernes | Brignoles                                        | Provence Verdon                        |
| 83087      | 83860             | Nans-les-Pins                 | 5090                             | 47,99         | 106              | Saint-Cyr-sur-Mer Saint-Maximin-la-Sainte-Baume                                                                      | Brignoles                                        | Provence Verte                         |
| 83088      | 83136             | Néoules                       | 2956                             | 25,08         | 118              | Garéoult La Roquebrussanne                                                                                           | Brignoles                                        | Provence Verte                         |
| 83089      | 83470             | Ollières                      | 638                              | 39,66         | 16               | Saint-Maximin-la-Sainte-Baume                                                                                        | Brignoles                                        | Provence Verte                         |
| 83090      | 83190             | Ollioules                     | 14.320                           | 19,89         | 720              | Ollioules | Toulon                                           | Toulon-Provence-Méditerranée           |
| 83091      | 83390             | Pierrefeu-du-Var              | 6084                             | 58,36         | 104              | Garéoult Cuers | Toulon                                           | Méditerranée Porte des Maures          |
| 83092      | 83790             | Pignans                       | 4767                             | 34,87         | 137              | Le Luc Besse-sur-Issole                                                                                              | Brignoles                                        | Cœur du Var                            |
| 83093      | 83640             | Plan-d’Aups-Sainte-Baume      | 2430                             | 24,91         | 98               | Saint-Cyr-sur-Mer Saint-Maximin-la-Sainte-Baume                                                                      | Brignoles                                        | Provence Verte                         |
| 83095      | 83670             | Pontevès                      | 764                              | 41,07         | 19               | Saint-Maximin-la-Sainte-Baume Barjols                                                                                | Brignoles                                        | Provence Verdon                        |
| 83096      | 83470             | Pourcieux                     | 1564                             | 21,23         | 74               | Saint-Maximin-la-Sainte-Baume                                                                                        | Brignoles                                        | Provence Verte                         |
| 83097      | 83910             | Pourrières                    | 5620                             | 56,32         | 100              | Saint-Maximin-la-Sainte-Baume                                                                                        | Brignoles                                        | Provence Verte                         |
| 83099      | 83480             | Puget-sur-Argens              | 8473                             | 26,90         | 315              | Roquebrune-sur-Argens Le Muy                                                                                         | Draguignan                                       | Estérel Côte d’Azur Agglomération      |
| 83100      | 83390             | Puget-Ville                   | 4568                             | 36,83         | 124              | Garéoult Cuers | Brignoles Toulon                                 | Cœur du Var                            |
| 83101      | 83350             | Ramatuelle                    | 1889                             | 35,57         | 53               | Sainte-Maxime Saint-Tropez                                                                                           | Draguignan                                       | Golfe de Saint-Tropez                  |
| 83152      | 83820             | Rayol-Canadel-sur-Mer         | 644                              | 6,83          | 94               | La Crau Saint-Tropez                                                                                                 | Draguignan                                       | Golfe de Saint-Tropez                  |
| 83102      | 83630             | Régusse                       | 2403                             | 35,30         | 68               | Flayosc Tavernes | Brignoles                                        | Lacs et Gorges du Verdon               |
| 83104      | 83560             | Rians                         | 4245                             | 96,87         | 44               | Saint-Maximin-la-Sainte-Baume Rians                                                                                  | Brignoles                                        | Provence Verdon                        |
| 83105      | 13780             | Riboux                        | 51                               | 13,48         | 4                | Saint-Cyr-sur-Mer Le Beausset                                                                                        | Toulon                                           | Sud Sainte Baume                       |
| 83106      | 83136             | Rocbaron                      | 5489                             | 20,28         | 271              | Garéoult La Roquebrussanne                                                                                           | Brignoles                                        | Provence Verte                         |
| 83107      | 83520             | Roquebrune-sur-Argens         | 15.006                           | 106,10        | 141              | Roquebrune-sur-Argens Le Muy                                                                                         | Draguignan                                       | Estérel Côte d’Azur Agglomération      |
| 83110      | 83170             | Rougiers                      | 1700                             | 20,53         | 83               | Brignoles Saint-Maximin-la-Sainte-Baume                                                                              | Brignoles                                        | Provence Verte                         |
| 83154      | 83510             | Saint-Antonin-du-Var          | 808                              | 17,64         | 46               | Brignoles Cotignac                                                                                                   | Draguignan Brignoles                             | Dracénie Provence Verdon Agglomération |
| 83112      | 83270             | Saint-Cyr-sur-Mer             | 11.668                           | 21,15         | 552              | Saint-Cyr-sur-Mer Le Beausset                                                                                        | Toulon                                           | Sud Sainte Baume                       |
| 83111      | 83136             | Sainte-Anastasie-sur-Issole   | 2138                             | 10,71         | 200              | Garéoult La Roquebrussanne                                                                                           | Brignoles                                        | Provence Verte                         |
| 83115      | 83120             | Sainte-Maxime                 | 14.394                           | 81,61         | 176              | Sainte-Maxime Grimaud                                                                                                | Draguignan                                       | Golfe de Saint-Tropez                  |
| 83113      | 83560             | Saint-Julien                  | 2399                             | 75,88         | 32               | Saint-Maximin-la-Sainte-Baume Rians                                                                                  | Brignoles                                        | Provence Verdon                        |
| 83153      | 83430             | Saint-Mandrier-sur-Mer        | 6064                             | 5,12          | 1184             | La Seyne-sur-Mer-2 Saint-Mandrier-sur-Mer                                                                            | Toulon                                           | Toulon-Provence-Méditerranée           |
| 83114      | 83560             | Saint-Martin-de-Pallières     | 271                              | 26,33         | 10               | Saint-Maximin-la-Sainte-Baume Barjols                                                                                | Brignoles                                        | Provence Verdon                        |
| 83116      | 83470             | Saint-Maximin-la-Sainte-Baume | 17.691                           | 64,13         | 276              | Saint-Maximin-la-Sainte-Baume                                                                                        | Brignoles                                        | Provence Verte                         |
| 83117      | 83440             | Saint-Paul-en-Forêt           | 1747                             | 20,26         | 86               | Roquebrune-sur-Argens Fayence                                                                                        | Draguignan                                       | Pays de Fayence                        |
| 83118      | 83530 83700       | Saint-Raphaël                 | 36.632                           | 89,59         | 409              | Saint-Raphaël | Draguignan                                       | Estérel Côte d’Azur Agglomération      |
| 83119      | 83990             | Saint-Tropez                  | 3586                             | 11,18         | 321              | Sainte-Maxime Saint-Tropez                                                                                           | Draguignan                                       | Golfe de Saint-Tropez                  |
| 83120      | 83640             | Saint-Zacharie                | 5877                             | 27,02         | 218              | Saint-Cyr-sur-Mer Saint-Maximin-la-Sainte-Baume                                                                      | Brignoles                                        | Métropole d’Aix-Marseille-Provence     |
| 83121      | 83690             | Salernes                      | 3812                             | 39,30         | 97               | Flayosc Salernes | Draguignan                                       | Dracénie Provence Verdon Agglomération |
| 83123      | 83110             | Sanary-sur-Mer                | 17.938                           | 19,23         | 933              | Ollioules | Toulon                                           | Sud Sainte Baume                       |
| 83124      | 83440             | Seillans                      | 2852                             | 88,66         | 32               | Roquebrune-sur-Argens Fayence                                                                                        | Draguignan                                       | Pays de Fayence                        |
| 83125      | 83470             | Seillons-Source-d’Argens      | 2717                             | 25,11         | 108              | Saint-Maximin-la-Sainte-Baume Barjols                                                                                | Brignoles                                        | Provence Verdon                        |
| 83127      | 83870             | Signes                        | 3126                             | 133,10        | 23               | Saint-Cyr-sur-Mer Le Beausset                                                                                        | Toulon                                           | Sud Sainte Baume                       |
| 83128      | 83690             | Sillans-la-Cascade            | 783                              | 20,17         | 39               | Flayosc Tavernes | Draguignan Brignoles                             | Dracénie Provence Verdon Agglomération |
| 83129      | 83140             | Six-Fours-les-Plages          | 36.843                           | 26,58         | 1386             | La Seyne-sur-Mer-2 Six-Fours-les-Plages                                                                              | Toulon                                           | Toulon-Provence-Méditerranée           |
| 83130      | 83210             | Solliès-Pont                  | 12.210                           | 17,73         | 689              | Solliès-Pont | Toulon                                           | Vallée du Gapeau                       |
| 83131      | 83210             | Solliès-Toucas                | 6087                             | 30,09         | 202              | Solliès-Pont | Toulon                                           | Vallée du Gapeau                       |
| 83132      | 83210             | Solliès-Ville                 | 2532                             | 14,10         | 180              | Solliès-Pont | Toulon                                           | Vallée du Gapeau                       |
| 83133      | 83440             | Tanneron                      | 1723                             | 52,78         | 33               | Roquebrune-sur-Argens Fayence                                                                                        | Draguignan                                       | Pays de Fayence                        |
| 83134      | 83460             | Taradeau                      | 1899                             | 17,31         | 110              | Vidauban Lorgues | Draguignan                                       | Dracénie Provence Verdon Agglomération |
| 83135      | 83670             | Tavernes                      | 1444                             | 31,15         | 46               | Flayosc Tavernes | Brignoles                                        | Provence Verdon                        |
| 83137      | 83000 83100 83200 | Toulon                        | 180.834                          | 42,84         | 4221             | Toulon-1 Toulon-2 Toulon-3 Toulon-4 Toulon-1 Toulon-2 Toulon-3 Toulon-4 Toulon-5 Toulon-6 Toulon-7 Toulon-8 Toulon-9 | Toulon                                           | Toulon-Provence-Méditerranée           |
| 83138      | 83440             | Tourrettes                    | 2920                             | 33,99         | 86               | Roquebrune-sur-Argens Fayence                                                                                        | Draguignan                                       | Pays de Fayence                        |
| 83139      | 83690             | Tourtour                      | 583                              | 28,69         | 20               | Flayosc Salernes | Brignoles Draguignan                             | Lacs et Gorges du Verdon               |
| 83140      | 83170             | Tourves                       | 5220                             | 65,62         | 80               | Brignoles | Brignoles                                        | Provence Verte                         |
| 83141      | 83720             | Trans-en-Provence             | 6595                             | 16,99         | 388              | Draguignan | Draguignan                                       | Dracénie Provence Verdon Agglomération |
| 83142      | 83840             | Trigance                      | 221                              | 60,60         | 4                | Flayosc Comps-sur-Artuby                                                                                             | Draguignan                                       | Lacs et Gorges du Verdon               |
| 83145      | 83670             | Varages                       | 1170                             | 35,11         | 33               | Saint-Maximin-la-Sainte-Baume Barjols                                                                                | Brignoles                                        | Provence Verdon                        |
| 83147      | 83630             | Vérignon                      | 8                                | 36,90         | 0                | Flayosc Aups | Brignoles                                        | Lacs et Gorges du Verdon               |
| 83148      | 83550             | Vidauban                      | 12.712                           | 73,93         | 172              | Vidauban Le Luc | Draguignan                                       | Dracénie Provence Verdon Agglomération |
| 83149      | 83690             | Villecroze                    | 1504                             | 20,68         | 73               | Flayosc Salernes | Brignoles Draguignan                             | Lacs et Gorges du Verdon               |
| 83150      | 83560             | Vinon-sur-Verdon              | 4387                             | 36,00         | 122              | Saint-Maximin-la-Sainte-Baume Rians                                                                                  | Brignoles                                        | Durance-Luberon-Verdon Agglomération   |
| 83151      | 83170             | Vins-sur-Caramy               | 936                              | 16,30         | 57               | Brignoles | Brignoles                                        | Provence Verte                         |